# Vjatsjeslav Novikov
Vjatsjeslav Pavlovitsj Novikov (Russisch: Вячеслав Павлович Новиков, Sverdlovsk, 24 december 1940) is een Russisch basketbalspeler die speelde voor de nationale ploeg van de Sovjet-Unie. Hij kreeg de onderscheiding Meester in de sport van de Sovjet-Unie (1960).

## Carrière
Novikov speelde zijn gehele carrière van 1959 t/m 1965 bij Oeralmasj Sverdlovsk. In 1965 stopte hij met basketballen.
Novikov won de gouden medaille voor de Sovjet-Unie op de Europese kampioenschappen in 1961.

## Erelijst
- Landskampioen Russische SFSR: 6
  - Winnaar: 1959, 1960, 1961, 1962, 1964, 1965
- Europees kampioenschap: 1
  - Goud: 1961